# IC 3666
IC 3666 је појединачна звијезда у сазвјежђу Дјевица која се налази на листи објеката дубоког неба у Индекс каталогу.
Деклинација објекта је + 7° 50' 39" а ректасцензија 12h 41m 53,4s.